# لی راس
لی راس (انگلیسی: Lee Ross؛ زادهٔ ۱۹۷۱ میلادی) بازیگر اهل انگلستان است.
از فیلم‌ها یا مجموعه‌های تلویزیونی که وی در آن‌ها نقش داشته است، می‌توان به ایست‌اندرز، لاک، طلوع سیاره میمون‌ها و بیمار انگلیسی، محاکمه و مجازات و معامله‌گر سرکش اشاره نمود.